# Herta Bothe
Pour les articles homonymes, voir Bothe.
Herta Bothe, née le 3 janvier 1921 à Teterow (Mecklembourg-Schwerin, Allemagne) et morte le 16 mars 2000, est une gardienne SS de camp de concentration pendant la Seconde Guerre mondiale. Elle est capturée, emprisonnée, jugée et condamnée à dix ans de prison.

## Biographie
À l'âge de 17 ans (en 1938) Herta Bothe aide son père dans sa petite échoppe de menuisier à  Teterow, travaille ensuite un certain temps dans une usine, puis comme infirmière dans l'industrie hospitalière. En 1939, elle devient membre de la Ligue féminine nazie.

### Gardienne des camps de Ravensbrück et du Stutthof
En septembre 1942 elle est enrôlée (conscription) comme gardienne au camp de concentration de Ravensbrück. L'ancienne infirmière suit une formation de quatre semaines avant d'être envoyée comme Aufseherin (surveillante) au camp de Stutthof, près de Danzig (aujourd'hui Gdańsk). Là, elle devient la « Sadique du Stutthof » à cause de sa façon sauvage de frapper les détenues.
En juillet 1944 elle est envoyée par l'Oberaufseherin Gerda Steinhoff au camp annexe de Bromberg-Ost.
Le 21 janvier 1945, âgée de 24 ans, Herta Bothe accompagne une marche de la mort de détenues depuis le centre de la Pologne jusqu'au camp de concentration de Bergen-Belsen près de Celle. En route pour Bergen-Belsen, elle fait un bref arrêt au camp de concentration d'Auschwitz. Elle déclare à son procès être arrivée à Bergen-Belsen entre les 20 et 26 février 1945.

### Gardienne au camp de Bergen-Belsen
Arrivée au camp, Herta Bothe est surveillante d'un Kommando composé d'une soixantaine de déportées. Le camp est libéré le 15 avril 1945 par les Britanniques.
Elle passe pour être la plus grande parmi les femmes arrêtées. À la différence des autres Aufseherinnen chaussées pour la plupart de bottes noires, elle porte des chaussures de ville ordinaires. Les soldats alliés la contraignent, comme le reste du personnel SS, à enterrer les cadavres en décomposition de détenus morts de maladie, du typhus, dans des fosses communes adjacentes au camp principal. Herta Bothe est emprisonnée à Celle.

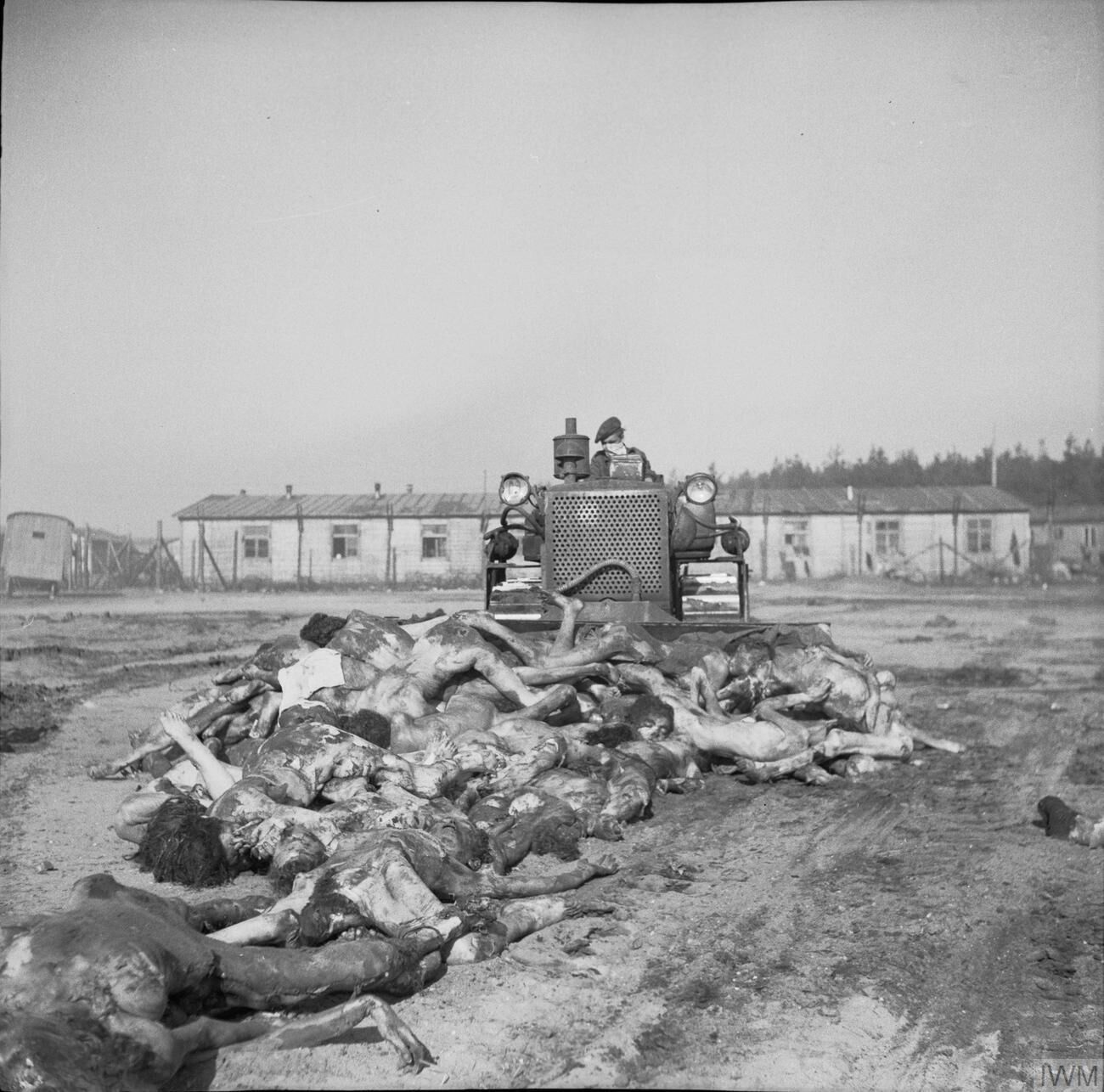
Avril 1945 : les soldats britanniques enterrent les corps.

### Le procès dit «de Belsen»
Le procès de Belsen se déroule pendant cinquante-quatre jours (du 17 septembre au 17 novembre 1945), en présence de deux cents journalistes et observateurs internationaux, à proximité du camp, dans la ville de Lüneburg, au 30 Lindenstraße. Herta Bothe est jugée (n°37 des accusés) et condamnée à une peine de dix ans de prison. Elle bénéficie d'une mesure de grâce et est libérée en décembre 1951.

### Vie après la guerre
Après sa libération, Herta Bothe se marie et vit en Allemagne sous le nom de Hertha Lange. 
Dans une de ses rares interviews, diffusée après sa mort, elle apparaît sur la défensive quand on lui demande pourquoi elle a décidé de devenir gardienne de camp de concentration. Elle répond : « Ai-je fait une erreur ? Non. L'erreur était que c'était un camp de concentration, mais je devais y aller, sinon j'y aurais moi-même été enfermée. Cela a été mon erreur. »